# إستر أندرسون (ممثلة)
إستر أندرسون (بالإنجليزية: Esther Anderson) هي عارضة وممثلة أسترالية، ولدت في 13 يونيو 1979 في غيلونغ في أستراليا.

## وصلات خارجية
- إستر أندرسون (ممثلة) على موقع IMDb (الإنجليزية)
- إستر أندرسون (ممثلة) على موقع ألو سيني (الفرنسية)
- إستر أندرسون (ممثلة) على موقع قاعدة بيانات الفيلم (الإنجليزية)
- إستر أندرسون (ممثلة) على موقع كينوبويسك (الروسية)